# Złojec (przystanek kolejowy)
Złojec – przystanek osobowy w Złojcu, w gminie Nielisz, w powiecie zamojskim, w województwie lubelskim, w Polsce. Od 2011 roku przez stację kursują autobusy szynowe uruchomione przez spółkę Przewozy Regionalne. Jeżdżą one na trasie z Lublina do Zamościa.

## Ruch pasażerski
| Rok  | Wymiana pasażerska na dobę |
| ---- | -------------------------- |
| 2017 | 0-9                        |
| 2022 | 0-9                        |